# Hesperonemastoma inops
Hesperonemastoma inops is een hooiwagen uit de familie Ceratolasmatidae.